# Tuddental

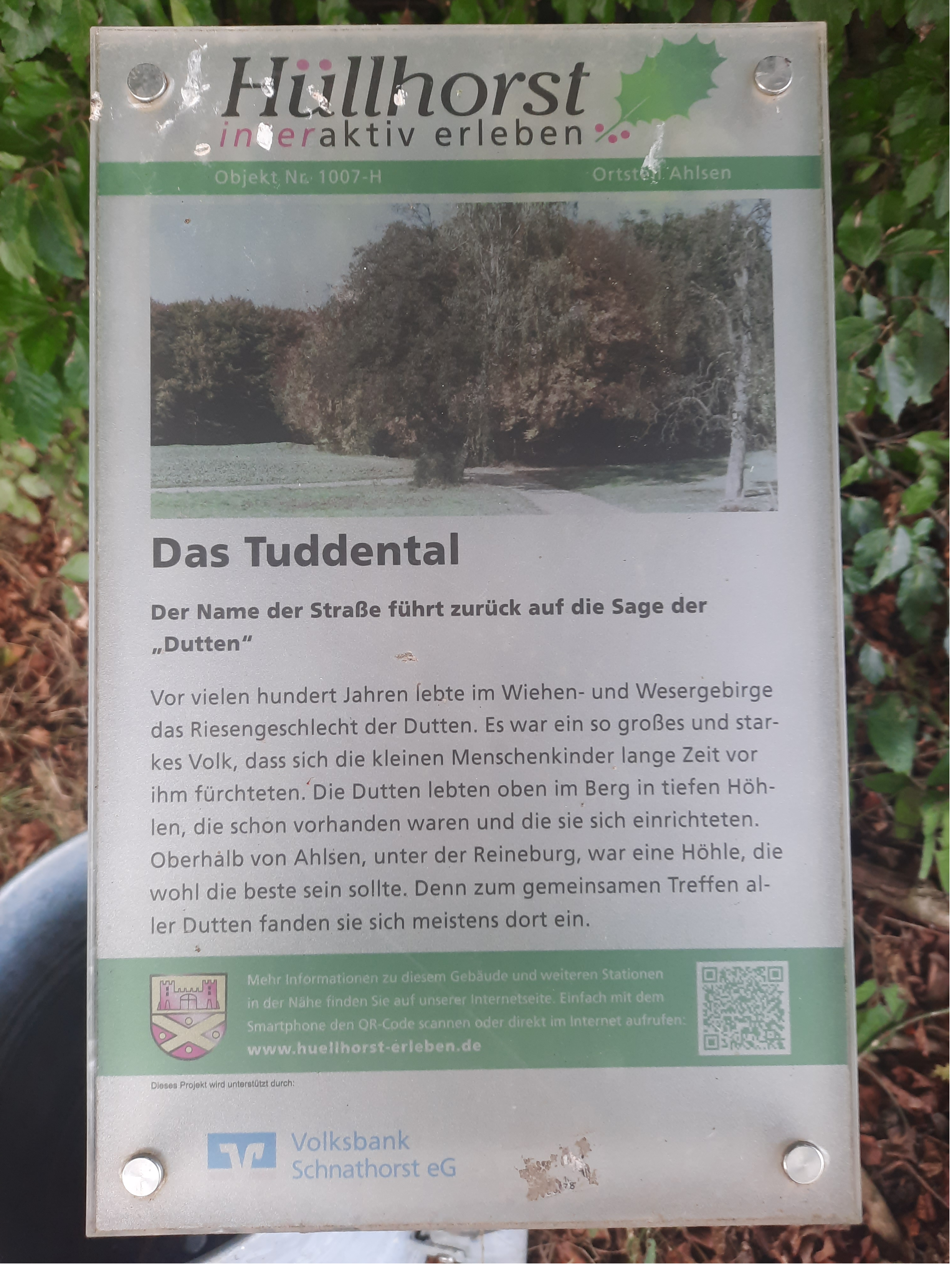
Informationstafel zum Tuddental

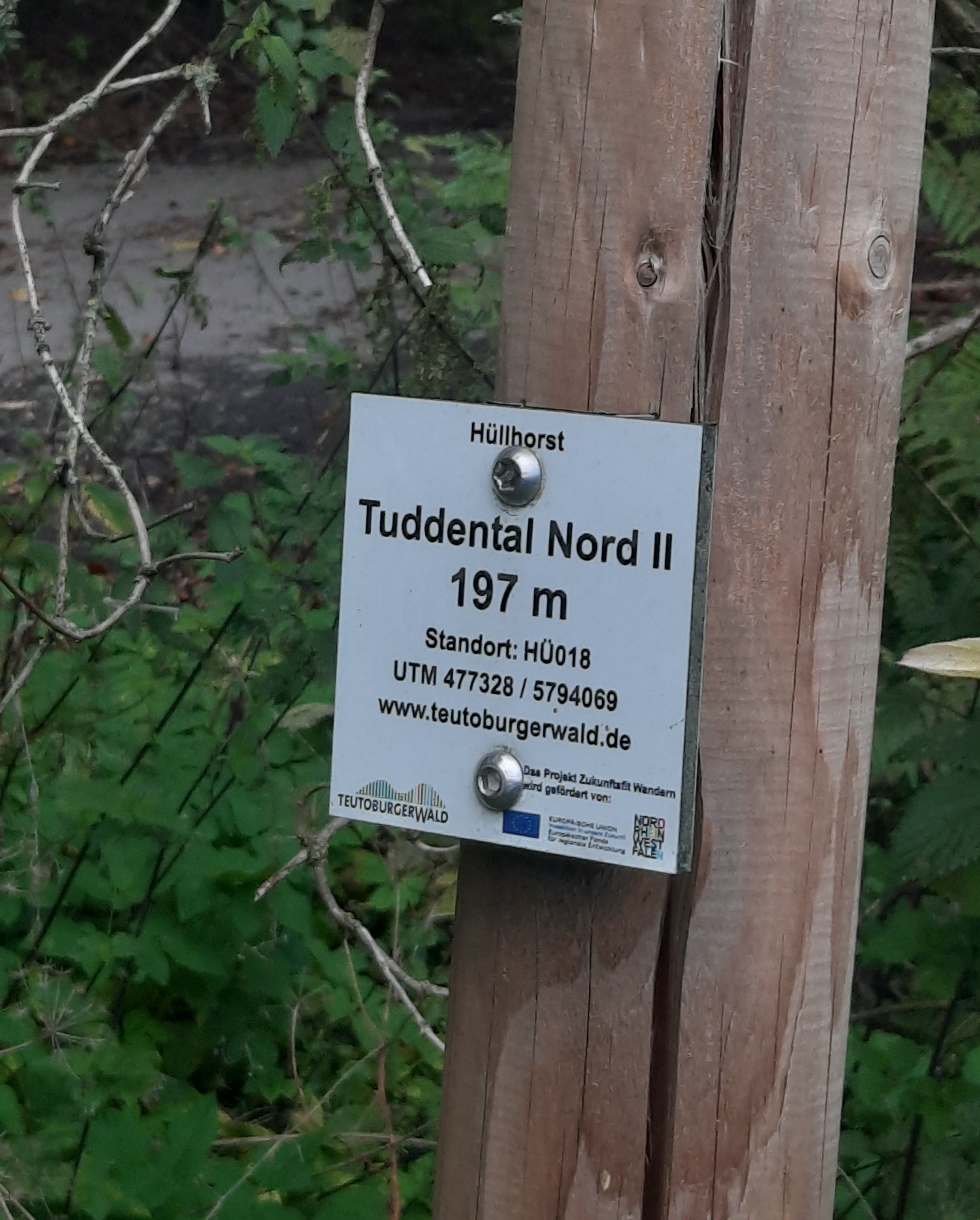
Markierung am oberen Ende des Tuddetals auf knapp 200 m Höhe

Das Tuddental ist ein kleiner Talabschnitt im Wiehengebirge nördlich der Ortschaft Ahlsen in der Gemeinde Hüllhorst. Es beginnt am Quelltopf des Tengerner Bachs und verläuft, diesem Fließgewässer folgend, bis etwa zur Waldgrenze. Des Weiteren ist es der Name einer Straße im Bereich dieses Tales.
Der Name Tudden soll sich von „Dutten“ ableiten, das der Sage nach ein Riesengeschlecht war, das im Wiehen- und Wesergebirge wohnte. Im Bereich des heutigen Tuddentals „hoch oben im Wiehengebirge“ soll es der Legende nach eine Wohnhöhle dieser Dutten oder Tudden gegeben haben.